# Sogdiane
Ne doit pas être confondu avec Satrapie de Sogdiane.

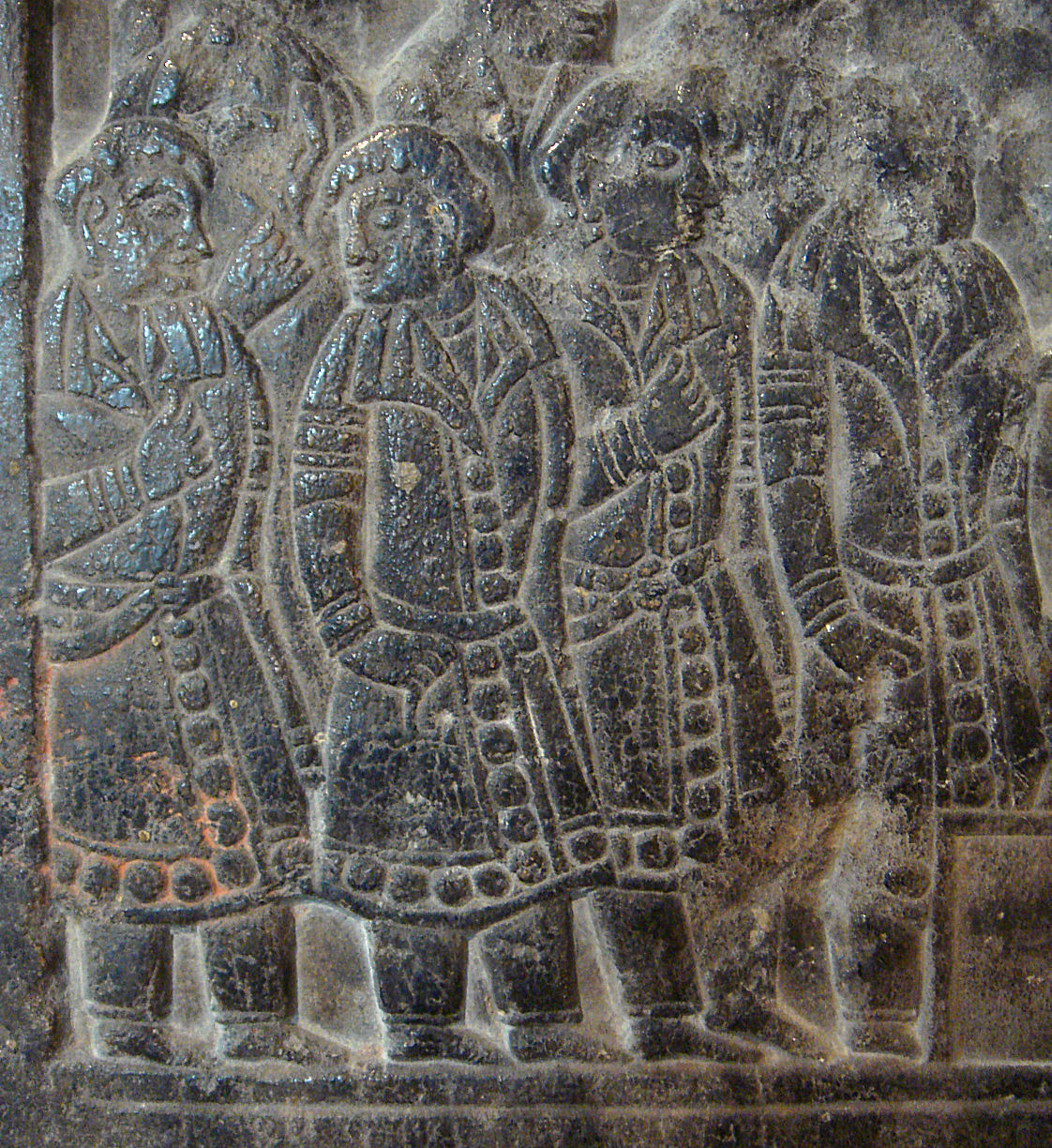
Sogdiens, représentés sur une stèle chinoise de la Dynastie Qi du Nord, aux alentours de 567/573.

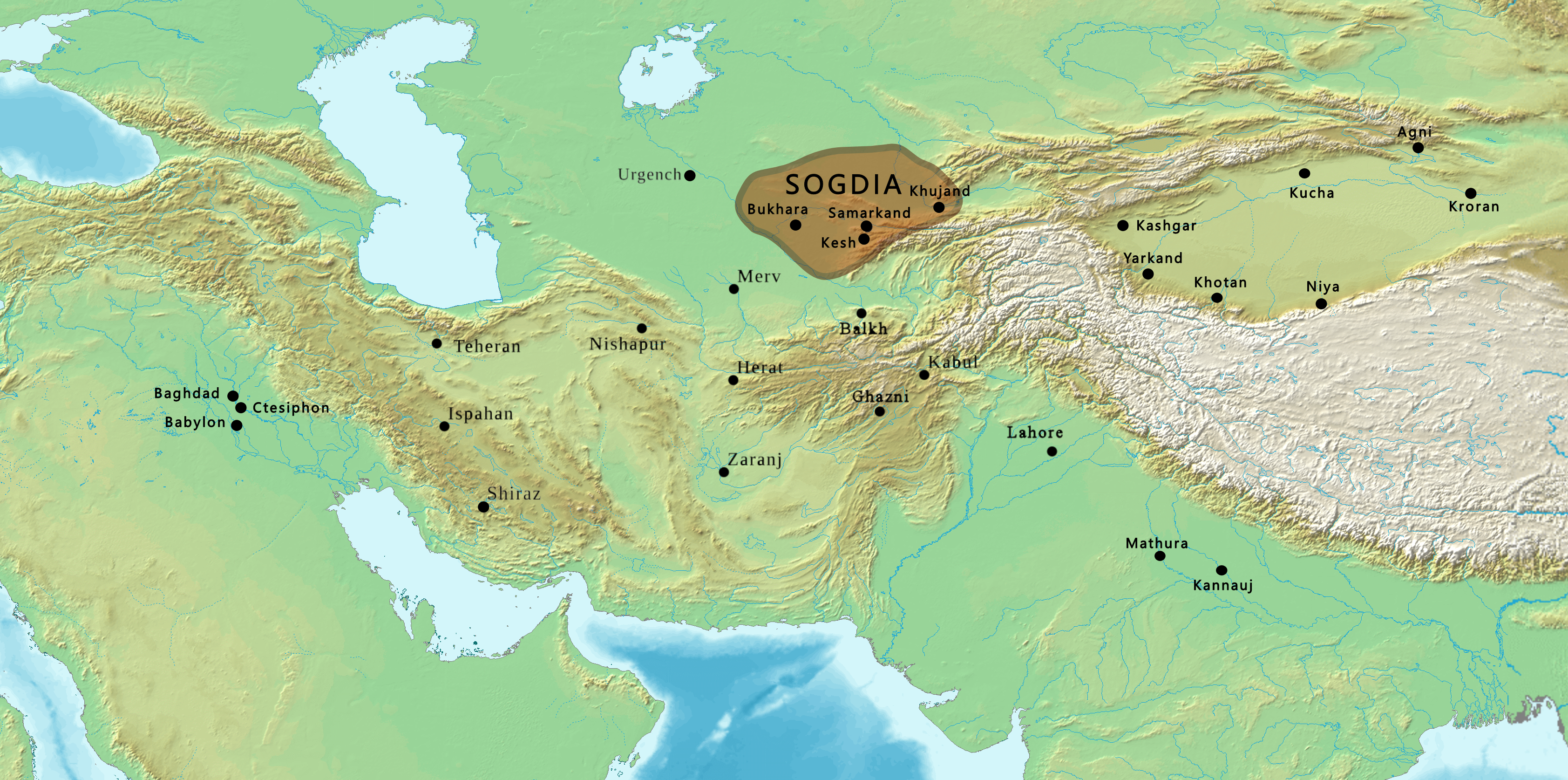
Sogdiane : situation, villes, fleuves.

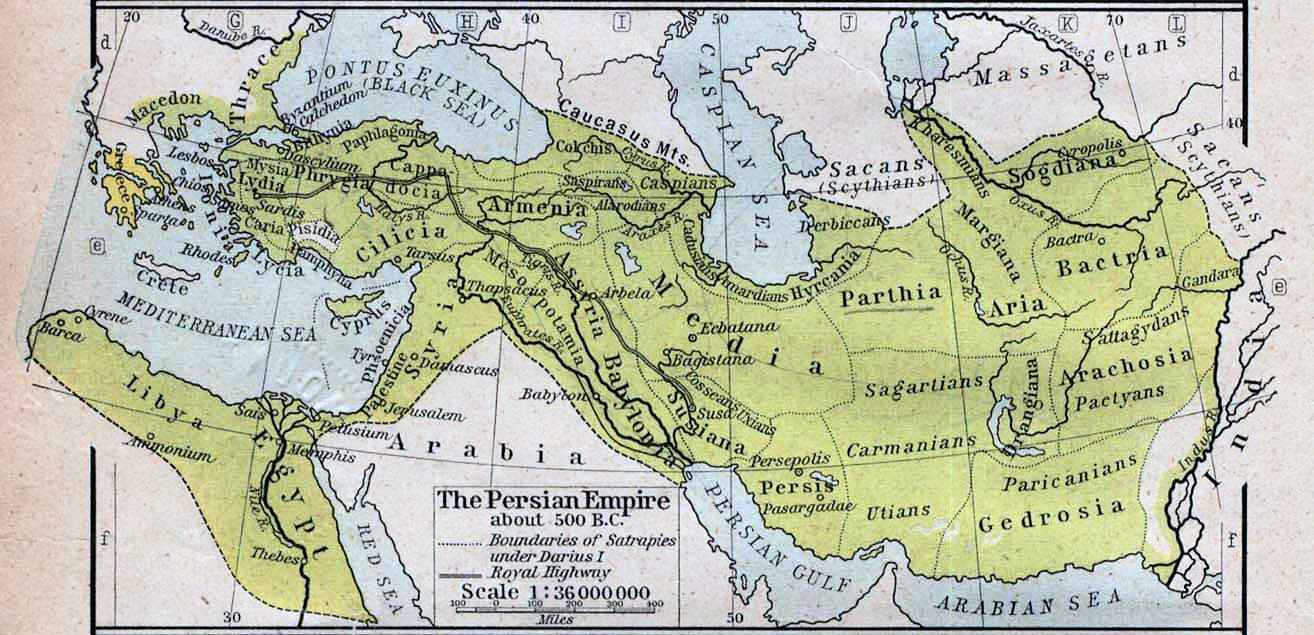
Empire achéménide.

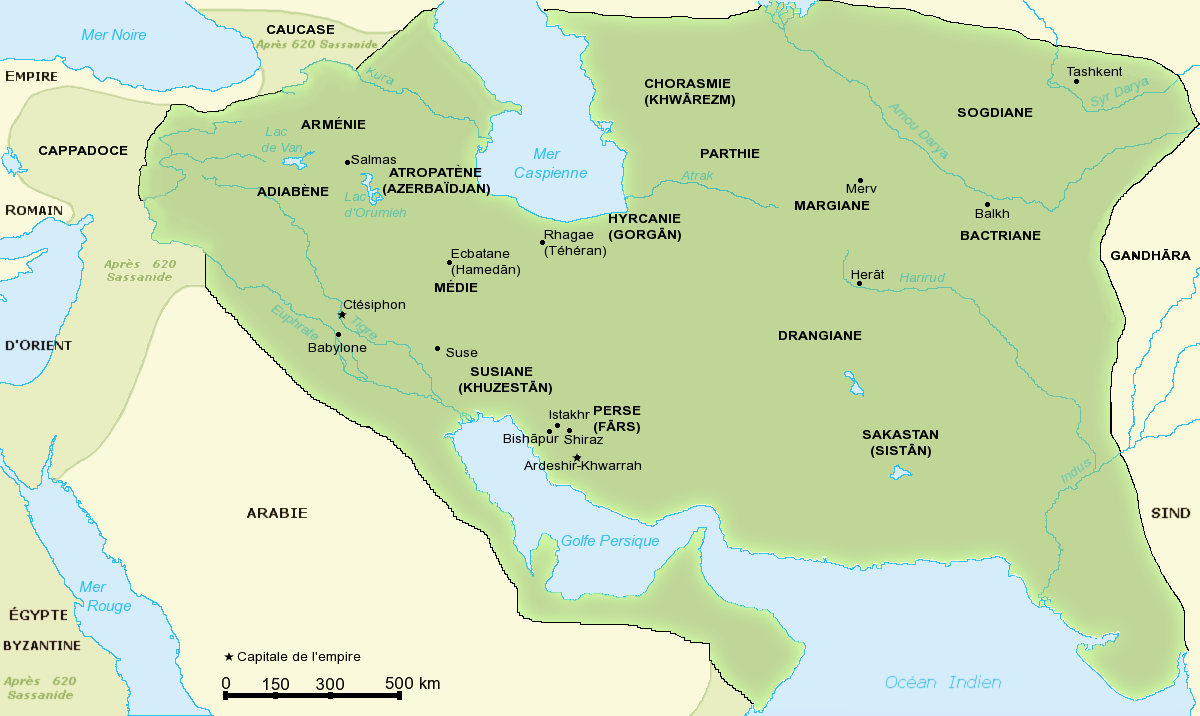
Empire des Sassanides (224-651) à son apogée.

La Sogdiane ou Sogdie (Soʻgʻd, Soʻgʻdiyona en ouzbek, Sughd en tadjik, سغد en persan, Σογδιανή Sogdianê en grec ancien ; 粟特, Sùtè en chinois) est une région historique (de -550 à +1050, environ) recouvrant en partie l'Ouzbékistan, le Tadjikistan et l'Afghanistan, englobant les villes historiques de Samarcande et Boukhara et la vallée irriguée de Zeravchan (la Polytimetos des Grecs). Elle se situe entre l'Oxus (Amou-Daria) et le Jaxartes (Syr-Daria), à l'est de la Choresmie, au sud-est du Kangju et au nord de la Bactriane dont elle partageait à peu de chose près la langue.
Selon l'Inscription de Behistun de Darius Ier, la Sogdiane était la 18e province de l'Empire perse achéménide. Les historiens pensent également qu'il s'agit de la seconde des « bonnes terres et pays » formés par Ahura Mazda. Enfin, cette province est mentionnée dans le livre zoroastrien Vendidad.
L'Avesta, le texte sacré du zoroastrisme, religion des Perses préislamiques, cite Sughda-, « les Sogdiens, la Sogdiane », mais il est très difficile à dater. Il remonte en tout cas à une haute Antiquité. Les Sogdiens parlaient, comme les Scythes (appelés Saka par les Perses), une langue iranienne orientale, le sogdien, mais ils étaient sédentaires. Ils ont joué dans l'Antiquité et l'Antiquité tardive un important rôle d'intermédiaire commercial en Asie centrale, le long de la Route de la soie.
Depuis l'arrivée des peuples turcs, le sogdien recule largement au profit du turkmène et de l'ouzbek principalement, et, là où il subsiste, évolue en yaghnobi ; d'autres Sogdiens adoptent une autre langue iranienne proche, le tadjik. L'identité sogdienne ayant disparu, on appelle désormais la région Transoxiane.

## Histoire

### Fondation
Par la langue, les Sogdiens étaient proches des Scythes, mais ceux-ci étaient un peuple cavalier de la steppe eurasienne, tandis que les Sogdiens, comme les actuels Ouzbeks, étaient sédentaires dans les régions méridionales de l'Asie centrale dont les vallées alluviales et oasis sont favorables à l'agriculture, tandis que le reste du territoire, aride, permet seulement l'élevage nomade tel qu'il était encore récemment pratiqué par les Turkmènes et les Kazakhs. Les Scythes ou Saces nomadisaient à l'origine sur un très grand territoire de steppes allant de la steppe pontique dans l'actuelle Ukraine jusqu'à l'est de la steppe eurasienne, autour du massif de l'Altaï, aux confins du désert de Gobi, à l'ouest de l'actuelle Mongolie : ils étaient ainsi au contact des colonies grecques de la mer Noire tout à l'ouest, et de la civilisation chinoise tout à l'est.

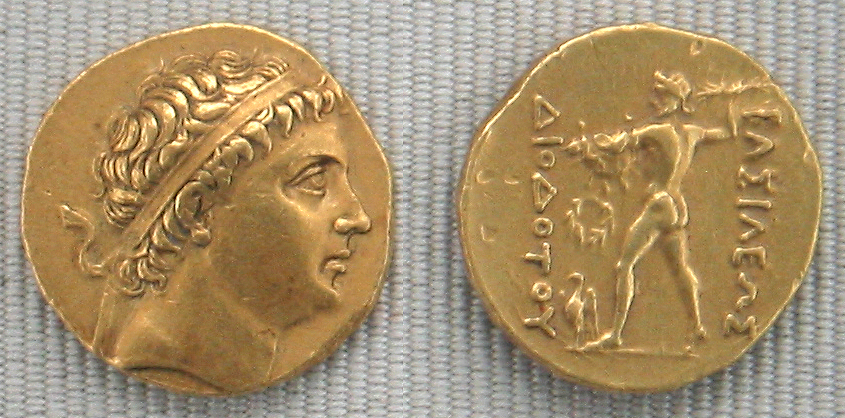
Pièce d'or Diodote Ier vers -250.

### Époque hellénistique
Le « rocher sogdien », appelé aussi le « rocher d'Ariamazès », est le nom d'une forteresse perse de Sogdiane prise par Alexandre le Grand en 327 av. J.-C. Le conquérant macédonien forma alors une nouvelle satrapie, confiée à un gouverneur dénommé Philippe, regroupant la Sogdiane et la Bactriane, qui partageaient à peu de nuances près la même langue. Après les accords de Babylone cette satrapie échut au royaume séleucide, puis au royaume gréco-bactrien fondé vers 256 av. J.-C. par Diodote Ier. Ce dernier dure environ un siècle et frappe des pièces de monnaie à l'effigie d' Euthydème Ier. Par la suite, des nomades scythes viennent se sédentariser dans la région et finissent par former le royaume indo-scythe. D'autres Iraniens, que les Chinois appellent Yuezhi, envahissent temporairement le pays au IIe siècle av. J.-C.

### La bataille de Sogdiane

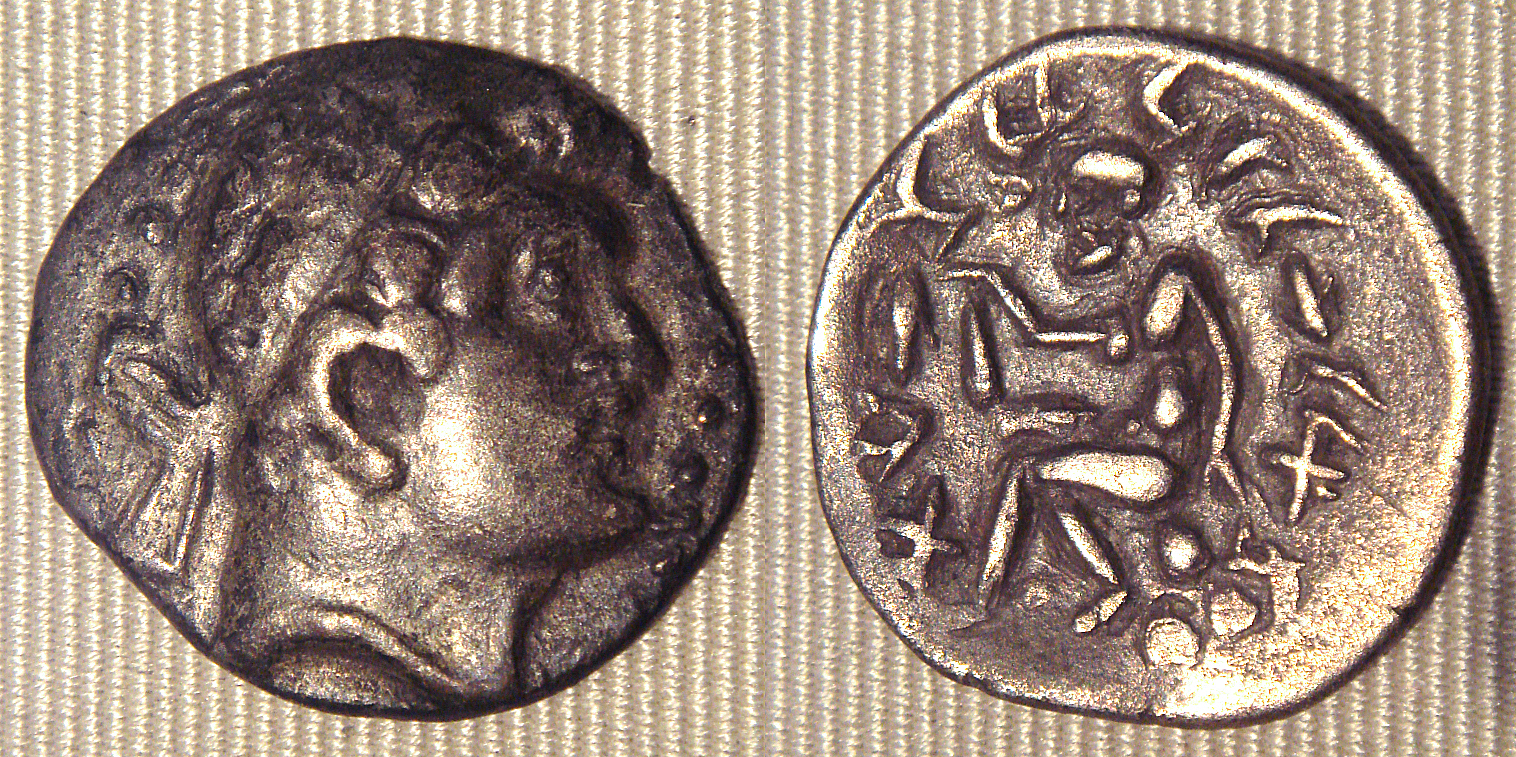
Copie d'une pièce d'Euthydème Ier, de la région de Sogdiane. Sur le côté pile, les inscriptions sont en araméen.

En 36 av. J.-C., « …[a] l'expédition chinoise Han en Asie centrale, à l'ouest du fleuve Jaxartes, a apparemment rencontré et défait un contingent de légionnaires romains ». La présence de ces Romains est l’objet de débats car l’Empire romain ne s’est jamais étendu en Asie centrale. Peut-être s’agit-il d’hommes de l’armée de Crassus, défaits par les Parthes et utilisés par leurs vainqueurs pour défendre leur frontière orientale, plutôt que d’être exécutés. Quoi qu’il en soit, la Sogdiane (aujourd’hui province de Boukhara), sise à l’est du fleuve Oxus, sur la rivière Polytimetus, semble avoir été le point le plus oriental atteint par des forces romaines en Asie. La victoire chinoise semble avoir été grandement facilitée par l’utilisation d’arbalètes, dont les carreaux et les flèches perçaient aisément les armures et boucliers romains. Outre cet aspect militaire, il est possible, si l’on en juge par les pièces de monnaie, que la Sogdiane ait déjà été un point de rencontre entre marchands romains et chinois de la route de la soie.

### Les liens avec la Chine

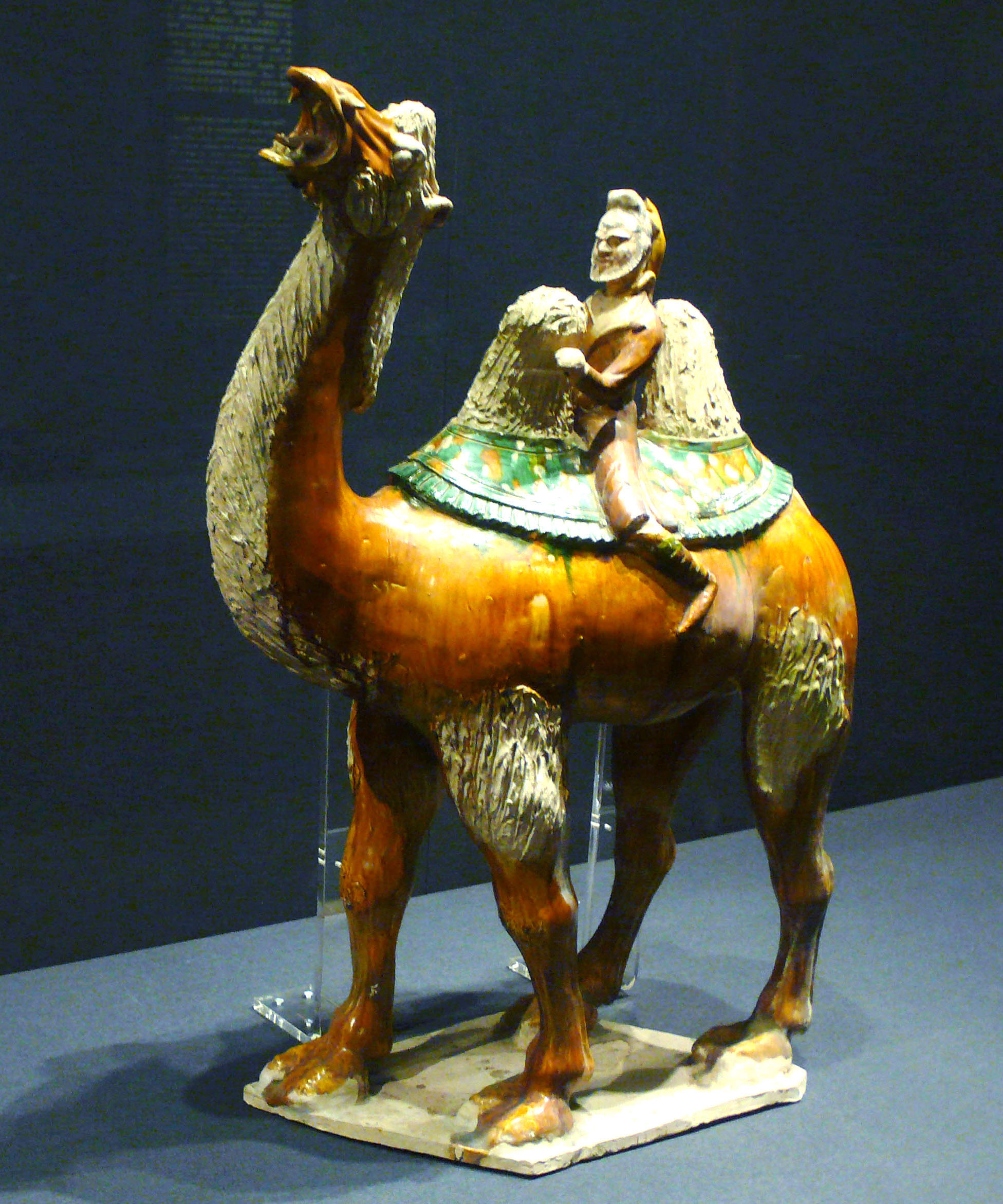
Un commerçant sogdien sur un chameau de Bactriane. Céramique chinoise sancai, période Tang.

Les premiers liens entre les Sogdiens et les Chinois furent établis par l'entremise de l'explorateur chinois Zhang Qian sous le règne de Wudi, empereur de l'ancienne dynastie Han, 141-87 av. J.-C. Il écrivit un rapport sur son expédition en Asie centrale et nomma la région de Bagdiane Kāngjū (康居, kāngjū). Les Chinois jouèrent un rôle majeur dans le commerce entre la Chine et l'Asie Centrale.
Après l'expédition et le rapport de Zhang Qian, les relations entre la Chine, l'Asie centrale et la Sogdiane prirent leur essor avec l'envoi de nombreuses missions chinoises au cours du Ier siècle av. J.-C. : « La plus grande de ces missions à l'étranger comptabilisait plusieurs centaines de personnes, tandis que même la plus petite en dénombrait plus de cent… En une seule année, cinq ou six missions pouvaient être envoyées quel que soit l'endroit. ». Toutefois, les négociants sogdiens restèrent moins influents que leurs voisins du Sud, d'Inde et de Bactriane.

## Le rôle de l'Asie centrale

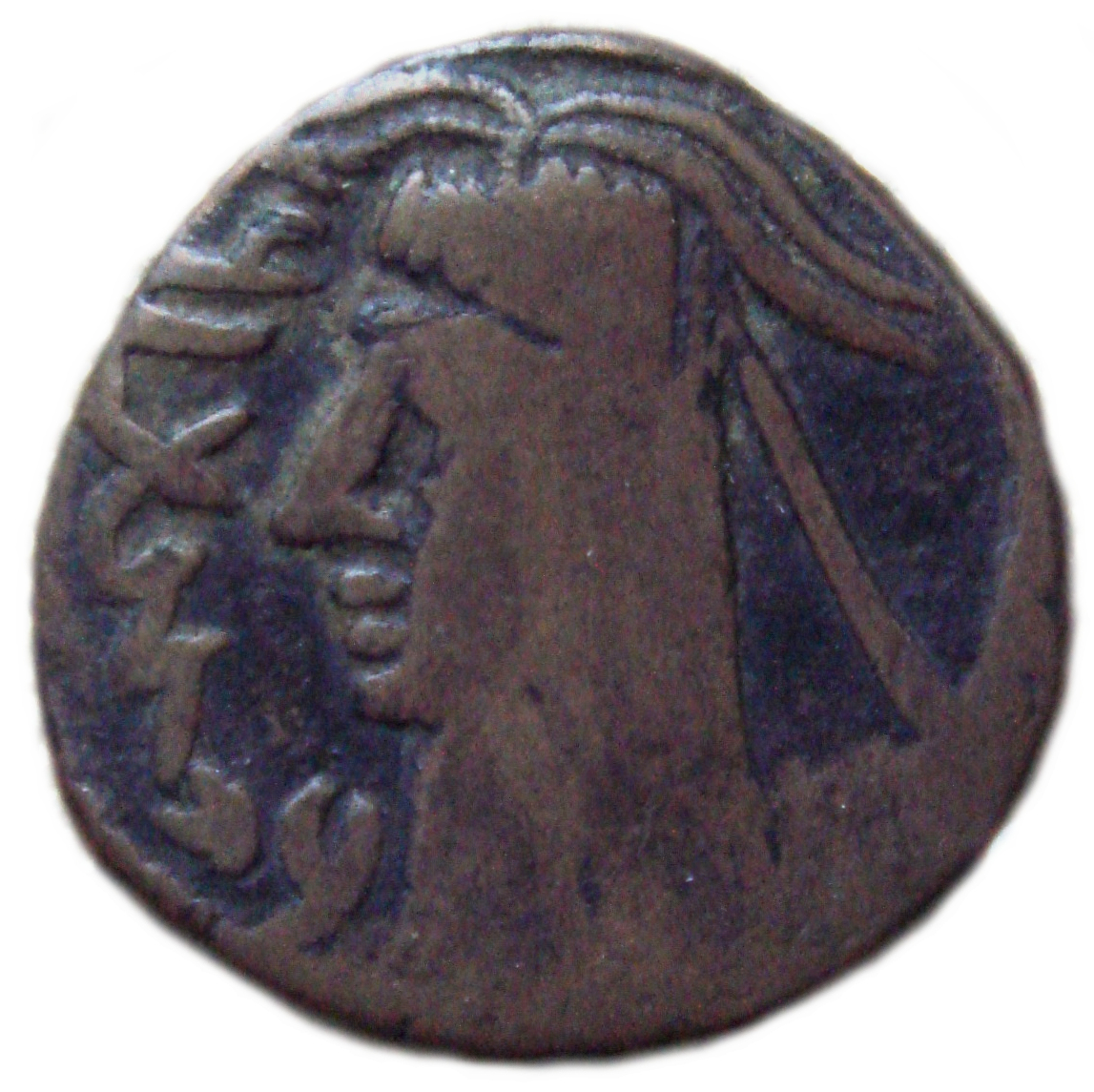
Pièce sogdienne, datant du VIe siècle. British Museum.

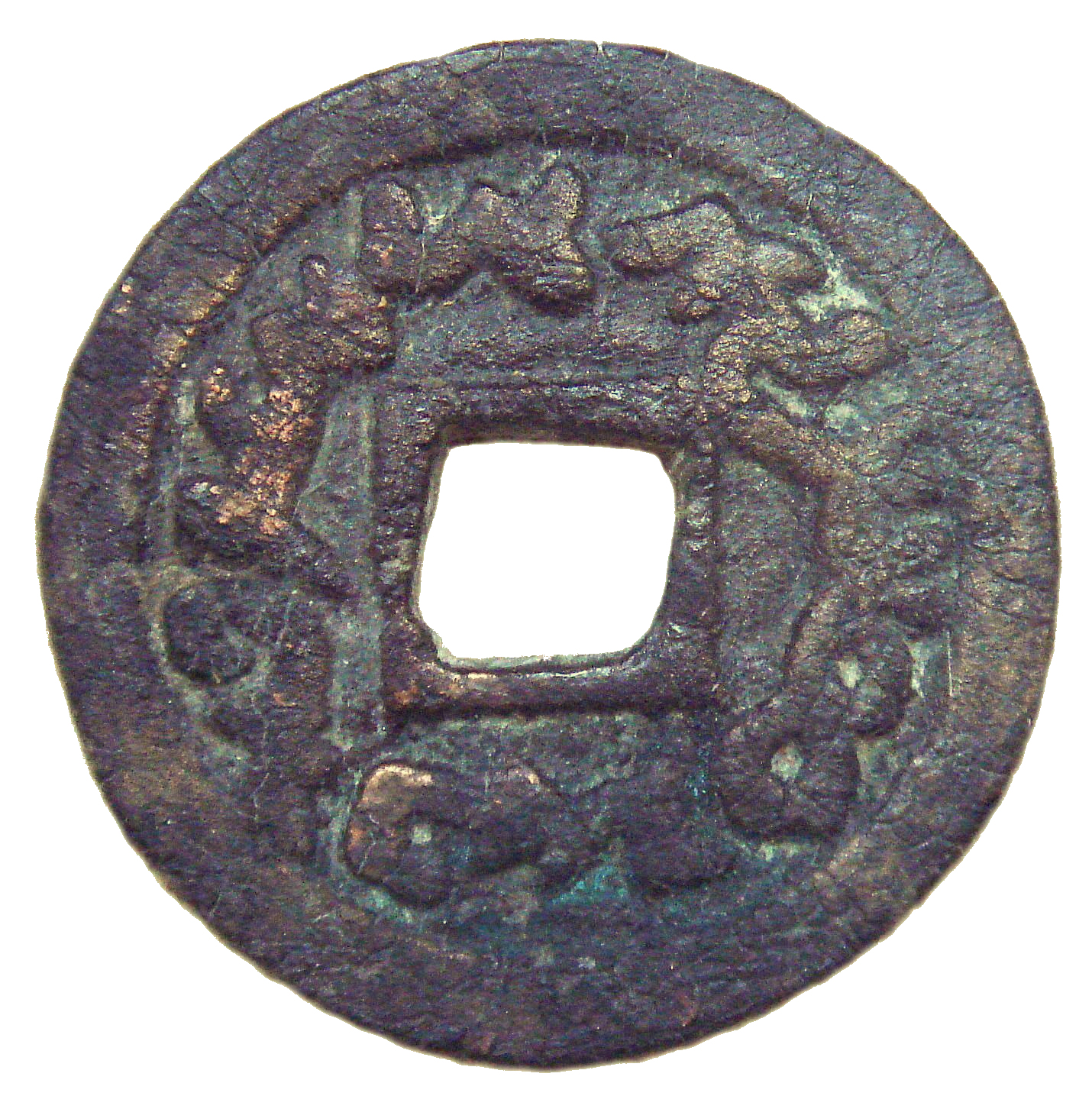
Pièce sogdienne d'influence chinoise, Kelpin, datant du VIIIe siècle. British Museum.

À la suite de la conquête d'Alexandre le Grand, les Sogdiens de la ville de Maracanda devinrent des marchands ambulants incontournables, du fait de la position clef de la ville sur la route de la soie. Leur langue devint usuelle le long de la route de la soie et la majeure partie des voies commerciales d'Asie centrale. Ils jouèrent un rôle important autant dans les échanges artistiques, philosophiques et religieux, comme le manichéisme, le zoroastrisme, le judaïsme et le bouddhisme, que dans le commerce. Ils dominèrent le commerce de la route de la soie du IIe siècle av. J.-C. au Xe siècle et ils étaient décrits par les Chinois comme des « commerçants nés », développant dès leur plus jeune âge leurs compétences dans ces activités. Il ressort de différentes sources, comme les documents trouvés par Aurel Stein, qu'aux alentours du IVe siècle av. J.-C., les Sogdiens en étaient arrivés à monopoliser le commerce entre l'Inde et la Chine ; mais il s'agit peut-être de résidents sogdiens plutôt que de Sogdiens « ethniques ». Les Sogdiens prirent également une place prépondérante dans le commerce chinois au début de la période Tang : les caravansérails d'Asie centrale étaient en majorité des établissements sogdiens.
Les villes de Suyab et Talas (aujourd'hui Taraz) étaient les principaux marchés du nord où se trouvaient les caravaniers les plus actifs d'Asie centrale, dont les intérêts étaient protégés par la puissance militaire montante des Göktürks dont l'empire a été décrit comme « l'unification du clan d'Ashina et des Sogdiens »,,. Les comptoirs commerciaux des Sogdiens le long de la route de la soie ont ainsi prospéré ; certains d'entre eux sont devenus des villes importantes dont la population, engagée non seulement dans le commerce mais aussi dans l'agriculture, était multiculturelle avec des éléments iraniens, turcs, juifs, chinois et mongols. Des dizaines de colonies sogdiennes se sont multipliées jusqu'en Mongolie et dans le nord-ouest de la Chine (la région d'Ordos), et les Sogdiens sont devenus des conseillers des dirigeants turcs ainsi que les interprètes et ambassadeurs de diverses missions diplomatiques, voyageant de la Chine et de l'Inde, à travers l'Asie centrale en train de devenir le « Turkestan », jusqu'au Proche-Orient, à Trébizonde et à Constantinople. L'assimilation progressive de la population iranienne sédentaire par les Turcs commença et se poursuivit tout au long du IXe siècle et, au Xe siècle, dans l'empire ouïghour qui s'étend en 840 à tout le nord de l'Asie centrale et obtient de la Chine d'énormes quantités de soie en échange de chevaux. Des sources chinoises de cette époque décrivent des caravanes sogdiennes arrivant en Mongolie.
Les Sogdiens apportèrent en Chine du raisin, de la luzerne, de l'argenterie de Perse, ainsi que des récipients en verre, du corail méditerranéen, des icônes bouddhistes en laiton, des manteaux en laine byzantins (φλοϰάτες - flokates) et de l'ambre de la Baltique, importée par les Varègues à Constantinople et en Perse, par les fleuves russes et les mers Noire et Caspienne. Ils revenaient de Chine avec du papier, du cuivre et de la soie.
Ils jouèrent un rôle important autant culturellement que religieusement. Une partie des données concernant l'Asie centrale au Xe siècle fournies par les géographes musulmans renvoient à celles de la période 750-840, ce qui indique la survie de liens entre l'est et l'ouest. Toutefois, le commerce sogdien connut une crise à la chute de l'empire ouïghour. L'Asie centrale musulmane développa le commerce des Samanides qui reprirent la route du nord-ouest de l'Oural aux Khazars et la route du nord à proximité des tribus turques.
Sous la dynastie Tang, Tourfan devient une ville de commerce majeure entre Chinois et Sogdiens. La ville comptait de nombreuses auberges, certaines fournissant aussi des services sexuels aux marchands de la route de la soie depuis l'officialisation de l'existence de marchés de femmes à Kucha et à Hotan (Khotan).
De nombreuses transactions commerciales furent enregistrées : en 673, un commandant chinois de compagnie (duizheng) acheta un chameau contre quatorze rouleaux de soie à Kang Wupoyan, un commerçant itinérant de Samarcande (Kangzhou).

## Langue et culture

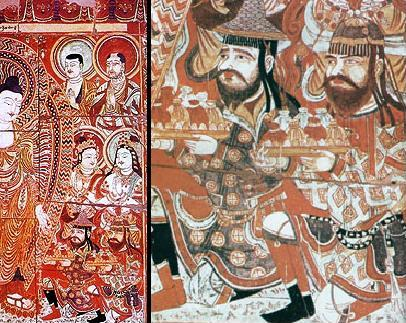
Sogdiens apportant des offrandes à Bouddha (détails de fresque), Bezeklik, est du bassin du Tarim, Chine, VIIIe siècle.

Le VIe siècle voit l'apogée de la culture sogdienne avec une tradition artistique remarquable à en juger par les vestiges de leur civilisation. En outre, ils ont profondément marqué l'Asie centrale, que ce soit pour les voyages et les échanges marchands, le transfert de marchandises, la culture ou la religion.
Les Sogdiens étaient réputés pour leur tolérance envers les différentes croyances religieuses. Le zoroastrisme était la religion la plus répandue chez les Sogdiens et le resta jusqu'à peu après la conquête arabe : lorsque les Arabes puis les Persans imposèrent l'islam, ils s'efforcèrent de faire disparaître le zoroastrisme et le bouddhisme, majoritaires, qu'ils jugèrent « idolâtres », mais tolérèrent moyennant finances (Kharaj) le judaïsme, le manichéisme et le christianisme nestorien, minoritaires, auxquels ils accordèrent le statut de dhimmi (« protégés »).
La plupart des nos connaissances sur les Sogdiens et leur langue proviennent des nombreux documents religieux qu'ils ont laissés. Le sogdien était une langue est-iranienne, très proche du bactrien sinon identique. C'était une des autres langues majeures de la région à l'époque. L'écriture sogdienne dérive de l'alphabet araméen. Par ailleurs, les géographes arabes considéraient la région comme l'une des quatre plus belles au monde.
La grande majorité du peuple sogdien a fini par se mélanger progressivement aux autres populations arrivées au cours de l'Antiquité tardive et du Moyen Âge : d'abord d'autres peuples iraniens proches comme les Scythes, les Bactres et les Choresmiens, puis les peuples turcs et les Perses, et ils adoptèrent, comme langue, le persan devenu tadjik et le turc (après la conquête turque de l'Asie Centrale) devenu ouzbek. Les Sogdiens font donc partie des ancêtres des Tadjiks et des Ouzbeks. De nombreux mots sogdiens peuvent aujourd'hui être trouvés dans le persan et l'ouzbek. Quelques villages de la vallée du Zeravchan, proche de Samarcande, parlent encore une langue dérivée du sogdien, dont les locuteurs sont les Yaghnobis vivant dans le Sughd, au Tadjikistan.

## Personnalités de la Sogdiane
An Lushan était un chef militaire chinois sous la dynastie Tang, d'origine sogdienne par son père et turque par sa mère. Il gagna son poste au cours des guerres de frontières en 741 et 755. Il fut l'instigateur de la révolte d'Ān Shǐ qui dura de 755 à 763.